# Bodeaciv, Sokal
Bodeaciv (în ucraineană Бодячів) este un sat în comuna Smîkiv din raionul Sokal, regiunea Liov, Ucraina.

## Demografie
Componența lingvistică a localității Bodeaciv
     Ucraineană (99,32%)
     Alte limbi (0,34%)
Conform recensământului din 2001, majoritatea populației localității Bodeaciv era vorbitoare de ucraineană (99,32%), existând în minoritate și vorbitori de alte limbi.